# Lisa (wieś)
Lisa (cyr. Лиса) – wieś w Serbii, w okręgu morawickim, w gminie Ivanjica. W 2011 roku liczyła 943 mieszkańców.